# Ternstroemia landae
Ternstroemia landae är en tvåhjärtbladig växtart som beskrevs av Paul Carpenter Standley och L. O. Williams. Ternstroemia landae ingår i släktet Ternstroemia och familjen Pentaphylacaceae. Inga underarter finns listade i Catalogue of Life.